# Bernardo Bellotto
Bernardo Bellotto, genannt Canaletto (* 20. Mai 1722, nach anderen Quellen 30. Januar 1721 in Venedig; † 17. Oktober 1780 in Warschau) war ein venezianischer Maler. Er ist für seine realistischen Veduten europäischer Städte, neben italienischen Städten vor allem Dresden, Wien und Warschau, bekannt.

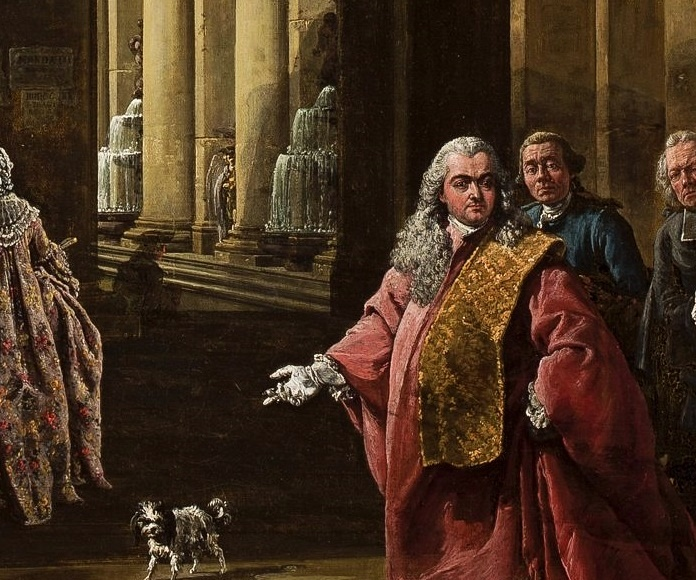
Bernardo Bellotto: Selbstbildnis in venezianischer Adelstracht (Ausschnitt aus der Idealvedute mit Selbstbildnis von 1765; Warschau, Muzeum Narodowe)

## Jugend und Ausbildung
Bernardo Francesco Paolo Ernesto Bellotto wurde am 20. Mai 1722 in Venedig als Sohn des Gutsverwalters Lorenzo Antonio und der Fiorenza Domenica geb. Canal als viertes von fünf Kindern geboren. Der Großvater mütterlicherseits und dessen Bruder waren bereits Theatermaler (Bühnenbildner), der Bruder der Mutter war der damals schon berühmte venezianische Vedutenmaler Giovanni Antonio Canal (1697–1768), genannt Canaletto.
Das Talent des jungen Bernardo wurde von seinem Onkel früh entdeckt, und schon als 14-Jähriger trat er 1736 in die Werkstatt des älteren Canaletto ein. Im Jahr 1738 wurde er Mitglied der Malerzunft, hierin liegt wohl die formelle Selbständigkeit Bellottos. Über die folgenden Jahre bis 1742 ist kaum etwas bekannt. In dieser Zeit entstanden jedoch etwa 300 der 564 erhaltenen Zeichnungen und weniger als 20 ihm zugeschriebene Veduten. Es ist außerordentlich schwierig, den Stil von Onkel und Neffe zu unterscheiden. Eine weitere Erschwernis stellt die Tatsache dar, dass Bellotto den Künstlernamen Canaletto vom Onkel übernahm [Canaletto war seit dem Mittelalter ein wiederkehrender Beiname der adligen Familie da Canal]. Die Hauptunterschiede sind laut Kowalczyk eine genauere Beobachtung und Wiedergabe der Architektur, eine dynamischere Behandlung von Himmel und Wasser und stärkere Licht-Schatten-Kontraste bei Bellotto.
Vor seiner Hochzeit mit Maria Elisabetta Pizzorno am 5. November 1741 reiste Bellotto zusammen mit seinem Onkel Giovanni Antonio Canal durch die Umgebung Venedigs, entlang der Riviera del Brenta und nach Padua. Die auf dieser Kunstreise entstandenen Zeichnungen dienten dem Maler später als Vorbilder für seine capricci, demgegenüber entstand nur ein einziges Gemälde als Resultat der Fahrt.

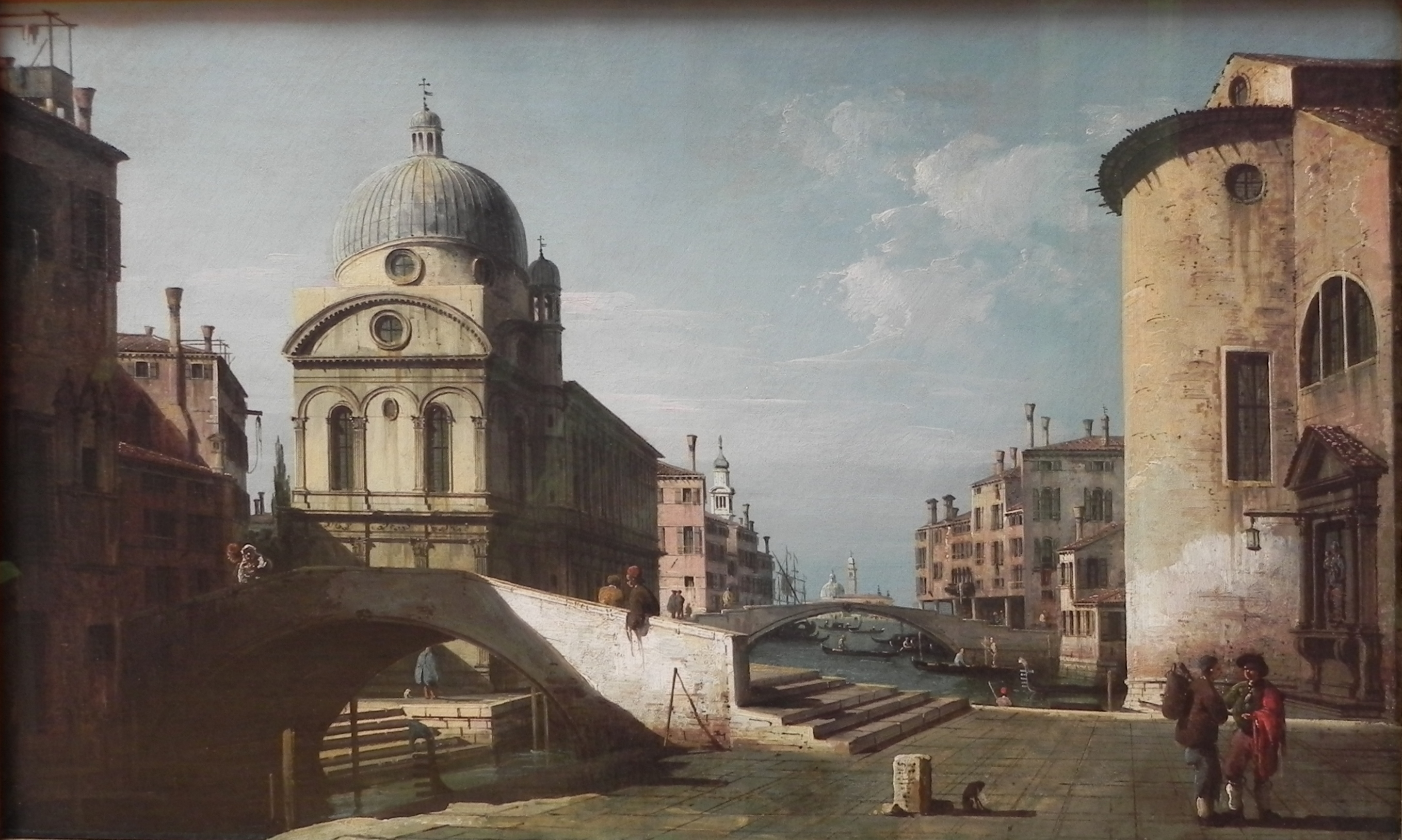
Venezianisches Capriccio mit Ansicht von Santa Maria dei Miracoli, um 1740

Im Frühjahr 1742 begab sich der jung vermählte Bellotto alleine über Florenz, Lucca und Livorno nach Rom, wo er erst im Frühsommer ankam. Auf dieser Reise hatte Bellotto erstmals die Gelegenheit, die Welt mit eigenen Augen – ohne den Einfluss seines Onkels – zu betrachten und zu zeichnen. In Florenz entstanden drei Bildpaare, in Lucca nur eine von vermutlich fünf geplanten Ansichten der Stadt. In Rom fertigte er im Laufe von kaum zwei Monaten (im Juli ist er bereits wieder in Venedig) Dutzende von Zeichnungen an, die er erst Ende 1742 und 1743 zu 16 Ansichten von Rom verarbeitete. Mit diesen Ansichten war Bellotto endgültig aus dem Schatten seines Onkels herausgetreten und hatte sich von dessen Einfluss befreit.

## Italienische Periode
Die Monate von der Heimkehr aus Rom bis Ende 1743 verbrachte Bellotto mit der Anfertigung der 16 Ansichten Roms. Erst ab 1744 ging er wieder auf Reisen. Vermutlich fuhr er jeweils in den Frühlings- und Sommermonaten zu kurzen Abstechern aus Venedig fort. In dieser Zeit entstanden etwa 20 Veduten aus der Lombardei, dem Piemont und Verona sowie etwa ebenso viele capricci.

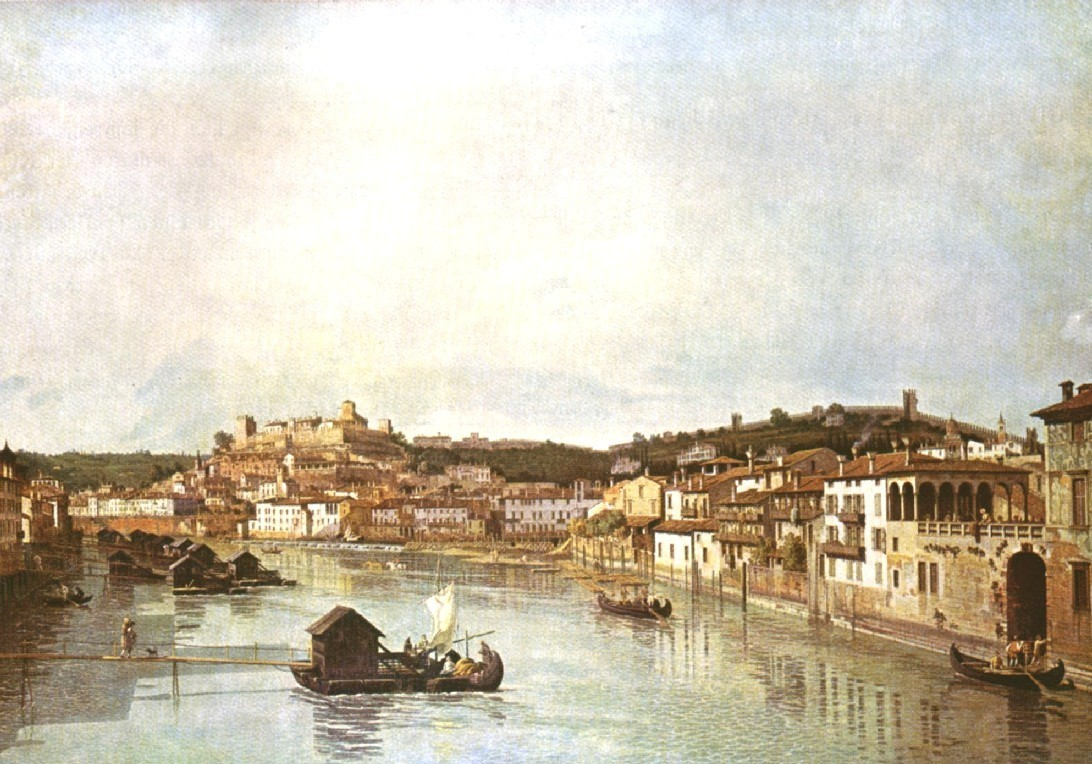
Bernardo Bellotto, Verona von der Neuen Brücke aus etschaufwärts gesehen (Ausschnitt), 1746/48; Dresden Alte Meister

Die Maltechnik Bellottos wurde in dieser kurzen Zeit enorm bereichert: kühle Farbtöne, starke Licht-Schatten-Kontraste, eine von der Diagonalen bestimmte Bildkomposition und ein unnatürlich tiefer Horizont. Der Maler präsentiert uns eine Bühne, auf der nun das Stadtleben „gespielt“ wird. Hinzu trat als neues Bildsujet auch die ländliche Landschaft. Während bei seinem Onkel Canaletto die Stadt „aufgeräumt“, d. h. von allem Unansehnlichen befreit wurde, um ein Idealbild zu schaffen, bezog Bellotto das tägliche, alltägliche Leben in seine Bilder ein. Ein Vorgehen, das eher auf das nächste Jahrhundert voraus- als in die Vergangenheit zurückweist. Mit zunehmender technischer Sicherheit vergrößerte Bellotto auch das Bildformat.
Im Jahr 1745 erhielt Bellotto von Karl Emanuel III., Herzog von Savoyen und König von Sardinien, den Auftrag für zwei Veduten von Turin. Obwohl dieser königliche Auftraggeber nicht dem Kundenkreis seines Onkels entsprach, signierte er dennoch mit dessen Künstlernamen, der offensichtlich immer noch Klang besaß: „BERNARDO BELLOTTO / DT. IL CANALETTO“. Erstmals bezog Bellotto hier auch die ländliche Landschaft in die Stadtansicht mit ein. In den Veduten von Verona gelang es ihm, die Individualität dieser Stadt darzustellen. Das tritt besonders im Vergleich mit Veroneser Veduten anderer Meister zutage und wird in seinen späteren Wiener, Dresdner und Warschauer Bildern noch deutlicher.
Warum Bellotto sich 1747 entschloss, Venedig den Rücken zu kehren, ist nicht bekannt. Der Wegzug hatte sicher mehrere Gründe. Neben dem Tod von drei Kindern in vier Jahren war es wohl auch die Befürchtung, in Venedig geschäftlich erfolglos zu sein und künstlerisch zu verkümmern. Nach dem 5. April 1747 fuhr Bellotto nach Dresden, um dort die Bedingungen seiner Anstellung am kurfürstlichen Hof auszuhandeln. Er kehrte noch einmal kurz nach Venedig zurück und verließ zusammen mit seiner Frau, dem fünfjährigen Sohn Lorenzo und einem Diener seine Heimatstadt im Juli 1747 für immer.

## Erste Dresdner Periode
Dresden, in dem sich der 25-jährige Maler 1747 niederließ, war damals nicht nur die Hauptstadt des Kurfürstentums Sachsen, sondern in Person des Kurfürsten Friedrich August II. auch Residenz des polnischen Königs (als August III.). Der Kurfürst und König war ein außergewöhnlicher Kunstkenner, der insbesondere eine Vorliebe für zeitgenössische venezianische Malerei pflegte und dabei von seinem Ersten Minister, Graf Heinrich von Brühl, maßgeblich unterstützt wurde. Vermutlich vermittelt durch den Diplomaten und Kunstkenner Francesco Algarotti, wurde Bellotto zum Hofmaler mit einem Jahresgehalt von 1750 Talern ernannt. Weitere Zeichen der hohen Wertschätzung waren eine goldene Tabaksdose und die Übernahme der Patenschaft seiner vier in den Jahren 1748 bis 1752 geborenen Töchter durch das Königspaar, Mitglieder des Fürstenhauses und den Grafen und die Gräfin Brühl.
In dieser ersten Dresdner Zeit (1747–1758) perfektionierte Bellotto die Kenntnisse, die er in seiner Ausbildungszeit und während seiner Reisen durch Italien erworben hatte. Er ergänzte sie durch das Studium der holländischen Kunst in der kurfürstlichen Sammlung und wandte sein gewachsenes Können in der Anfertigung mehrerer Vedutenzyklen in königlichem Auftrag an. Ein Hauptzyklus von 14 Dresdner Ansichten, der sich noch in der Gemäldegalerie Alte Meister in Dresden befindet, entstand bis 1754. 13 der 14 Bilder wurden für den Grafen Brühl in gleicher Größe nochmals angefertigt. In den Jahren 1753 bis 1756 schuf er einen weiteren Zyklus von elf Ansichten der kleinen Stadt Pirna, südlich Dresdens an der Elbe gelegen. Von denen wiederum wurden acht für den Grafen Brühl reproduziert.

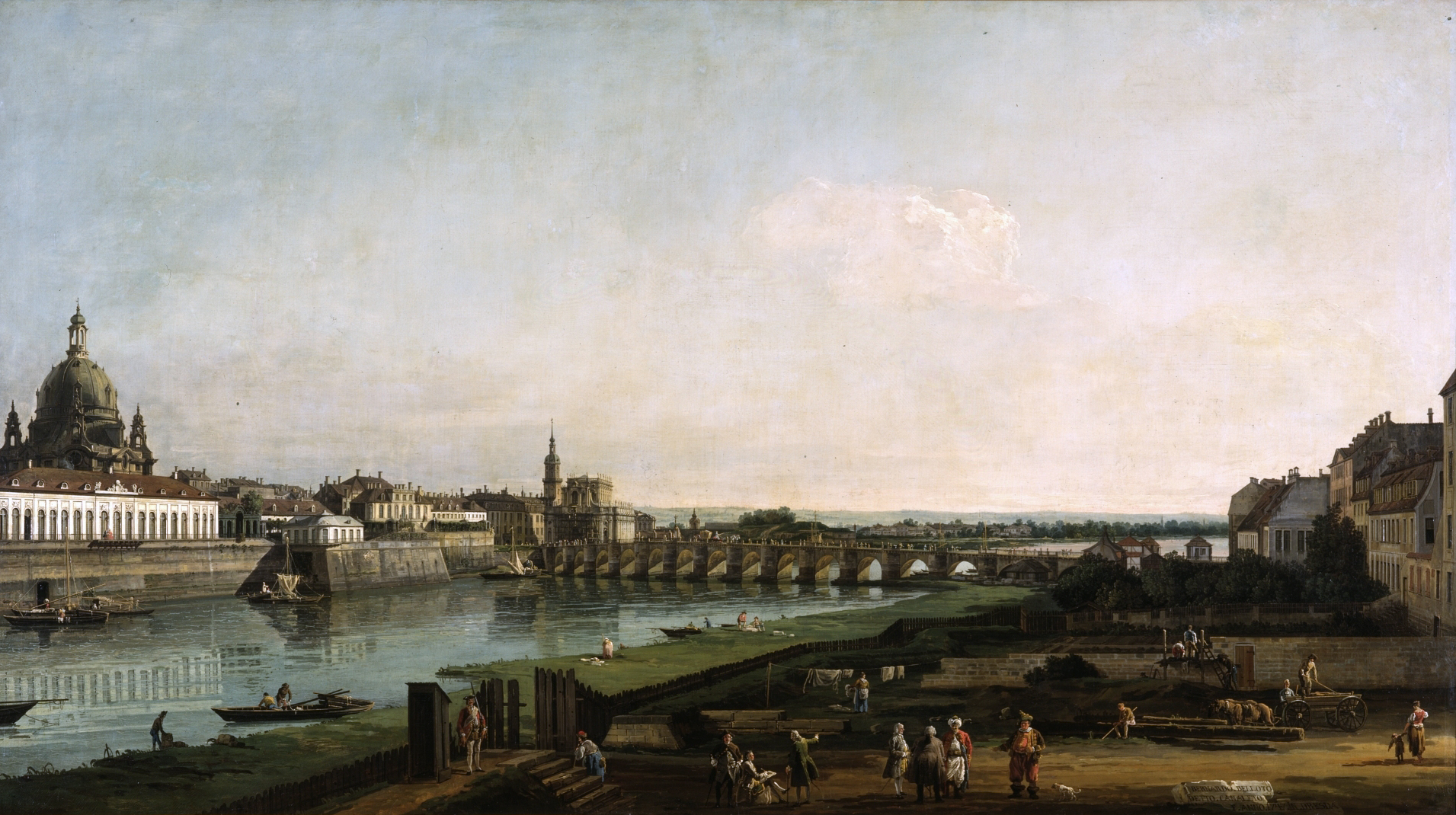
Dresden vom rechten Elbufer oberhalb der Augustusbrücke
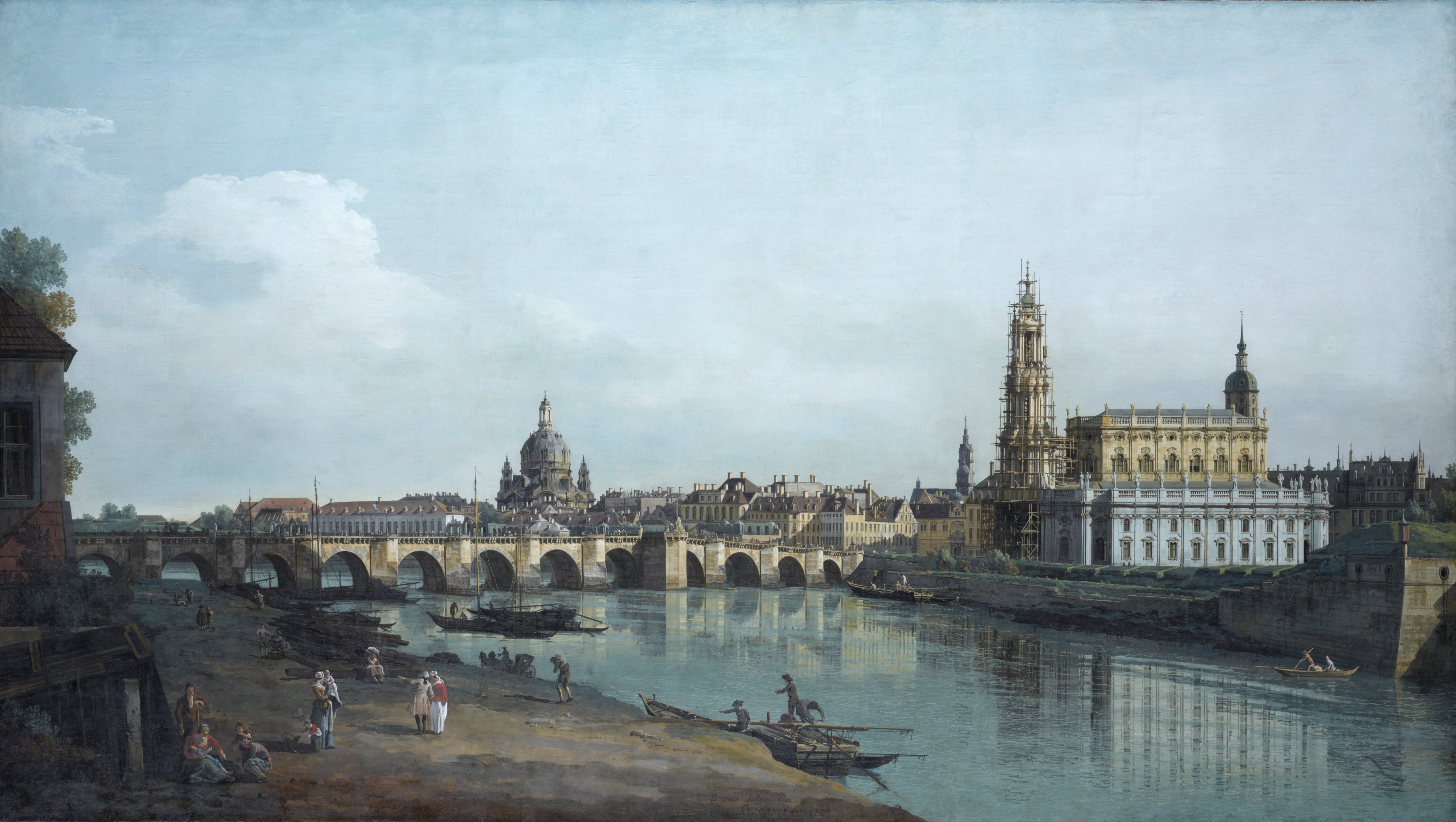
Dresden vom rechten Elbufer unterhalb der Augustusbrücke
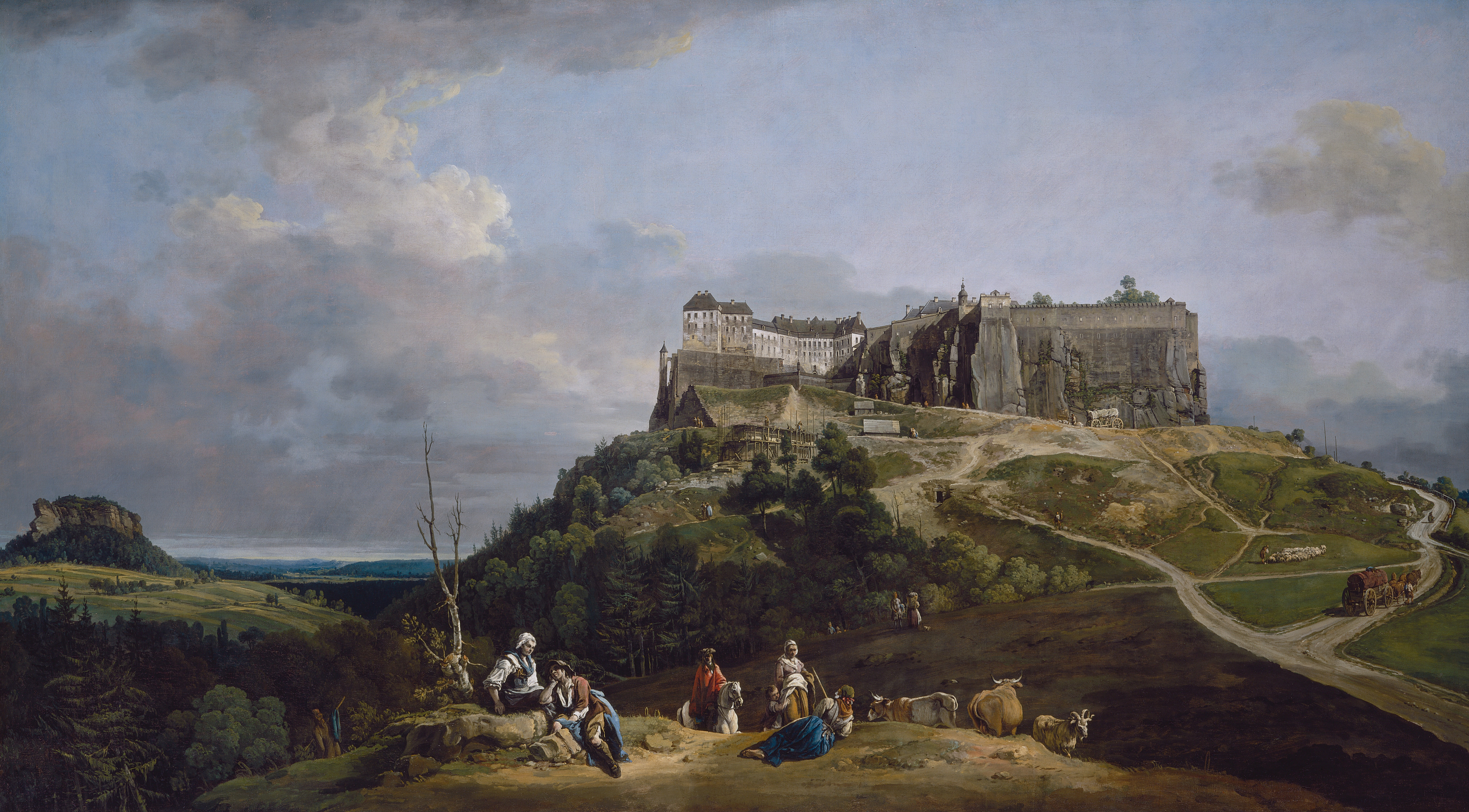
Die Festung Königstein, 1756–1758
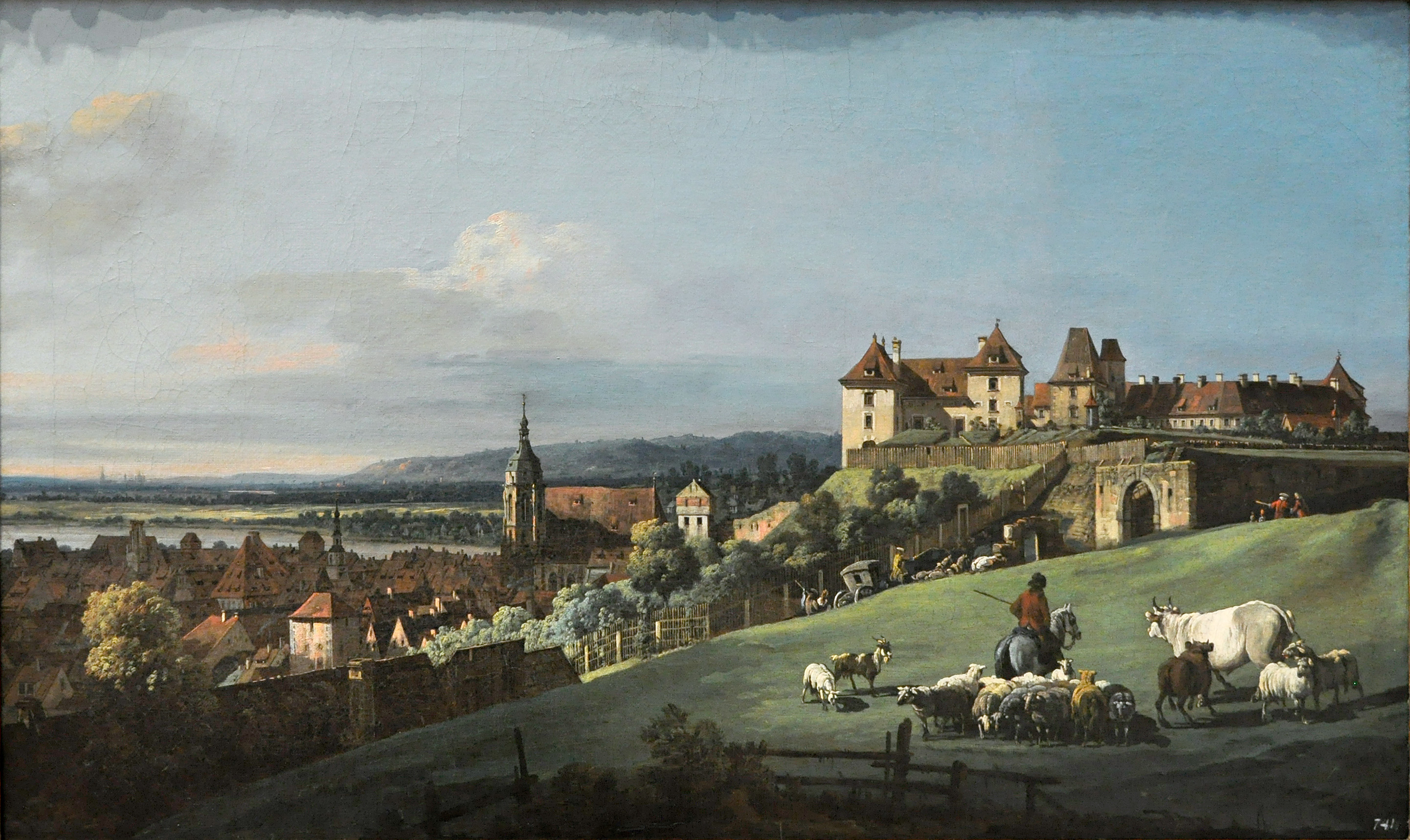
Pirna, die Festung Sonnenstein, 1755–1760
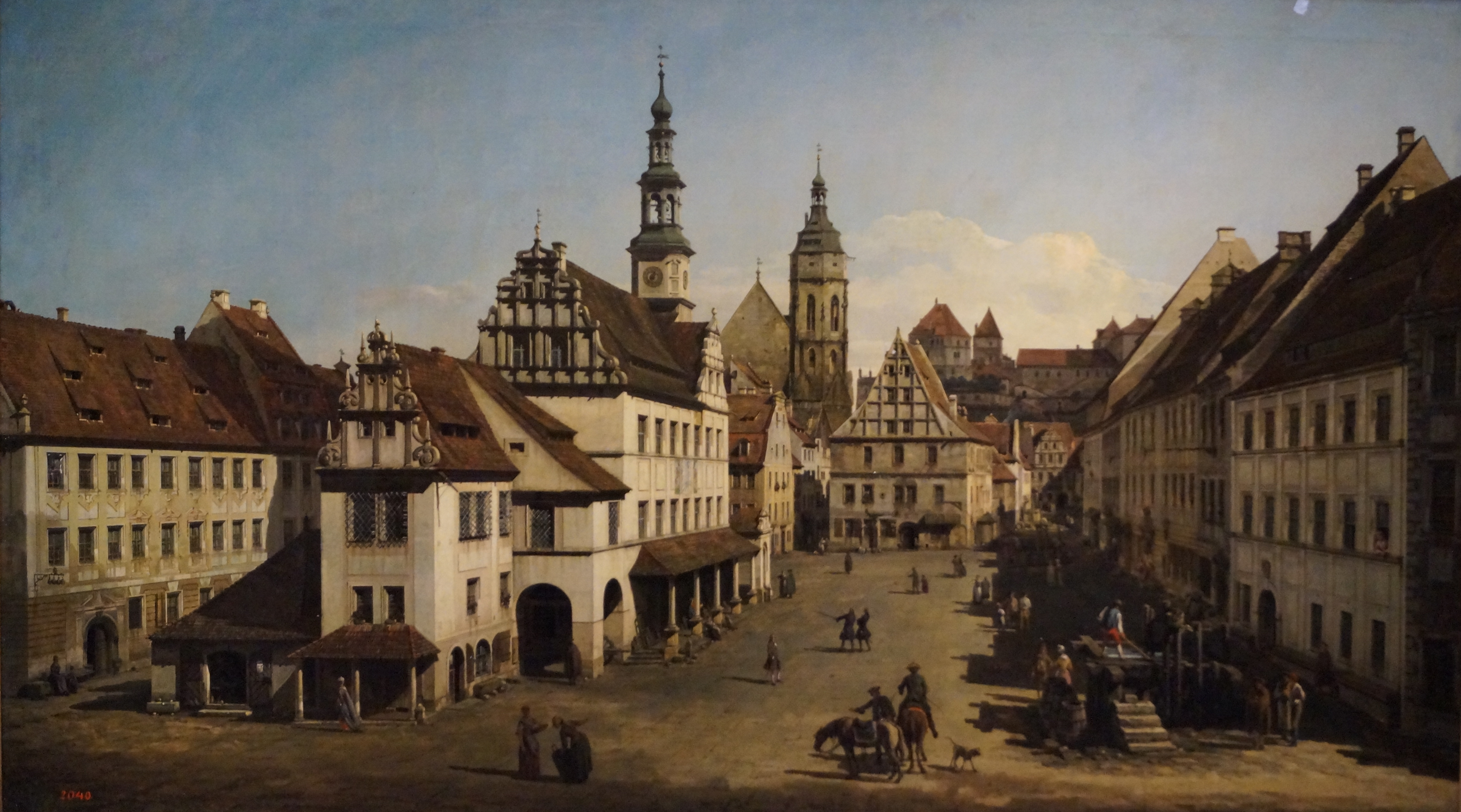
Der Marktplatz von Pirna
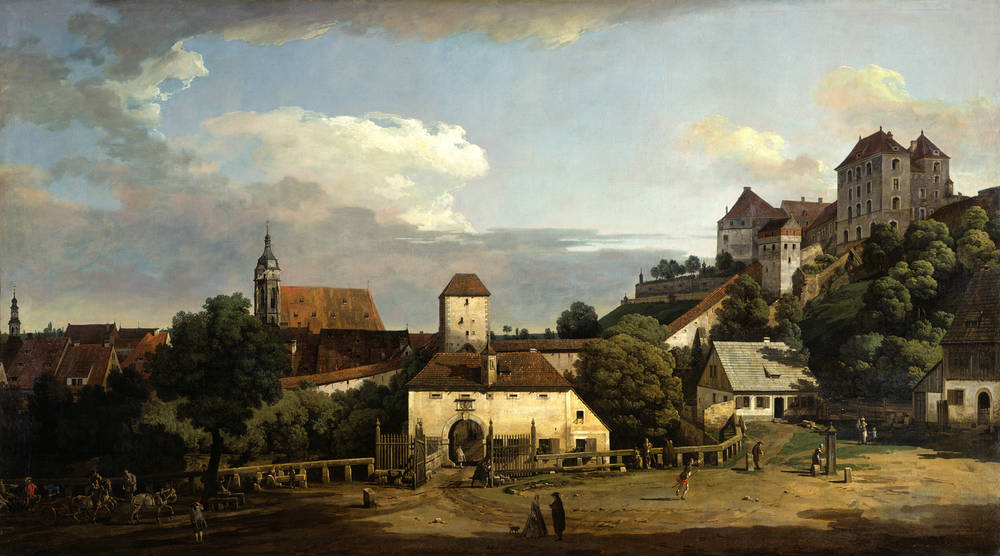
Pirna mit dem Obertor

Canaletto, wie er sich nun nannte, brachte in die zahlreichen Ansichten der Stadt Dresden einige künstlerische Freiheiten ein. Er malte manche Gebäude in vollendetem Zustand, obwohl sie in Wirklichkeit noch im Bau waren. Das Panorama des Zentrums der Stadt, mit den im Fluss sich widerspiegelnden Gebäuden, ist aber genau wiedergegeben.
Fünf Veduten der Festung Königstein im Elbsandsteingebirge konnte Bellotto nur nach eigenen, 1755/1756 entstandenen, Zeichnungen in den Jahren 1757/58 vollenden. 1756 begann der Siebenjährige Krieg; Pirna und Königstein waren Hauptkampfgebiete. Da im Verlauf des Krieges Sachsen gänzlich von preußischen Truppen besetzt wurde, war die Auftragslage für ihn sehr schlecht. Sein Auftraggeber, August der II. (1733–1763), begab sich zudem ins Exil nach Warschau. Vermutlich fürchtete Canaletto um die Bezahlung seiner Arbeiten vom Königstein, denn er verkaufte sie kurz nach ihrer Entstehung an Kunsthändler, die sie an englische Adelsfamilien veräußerten. Um Geld zu verdienen, war der Künstler gezwungen, auf Wanderschaft zu gehen, und reiste um den Jahreswechsel 1758/1759 ab.
2014 kehrten zwei der fünf Veduten der Festung Königstein erstmals nach Deutschland an ihren Entstehungsort zurück. Vom 11. April bis zum 2. November des Jahres waren sie in einer Sonderschau auf der Bergfestung als Leihgaben der Manchester City Galleries zu sehen. Es sind die beiden Innenansichten vom Festungsplateau. Sie vermitteln ein detailreiches Bild vom Alltagsleben auf dem Königstein.

## Intermezzo: Wien und München

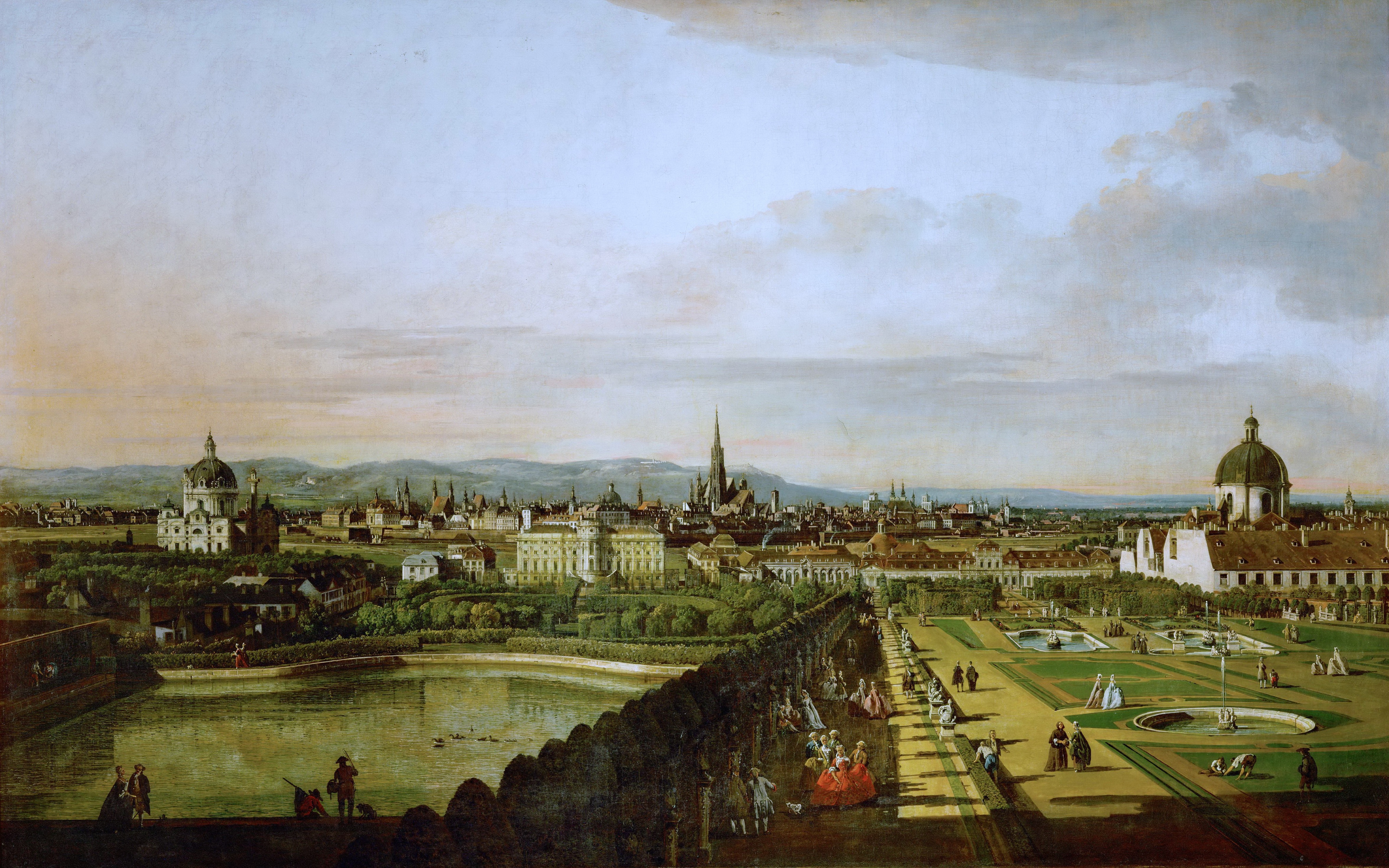
Bernardo Bellotto: Wien, vom Belvedere aus gesehen, 1759–1760, Kunsthistorisches Museum, Wien – (Canaletto-Blick)

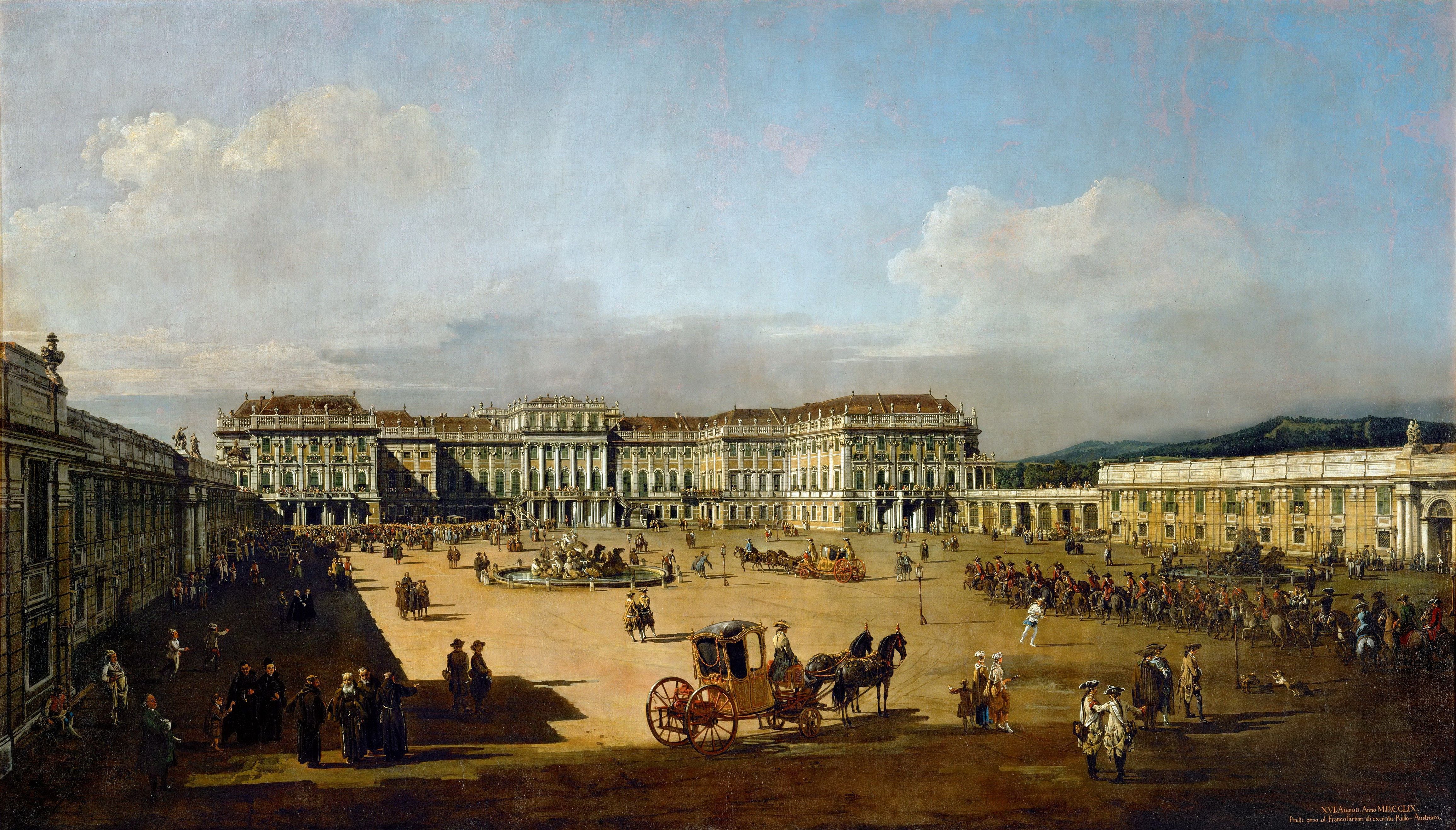
Bernardo Bellotto: Das kaiserliche Lustschloss Schönbrunn, Ehrenhofseite, 1759–1760, Kunsthistorisches Museum, Wien

Am 5. Dezember 1758 wurde für Bernardo Bellotto ein Passierschein nach Bayreuth ausgestellt. Vermutlich ging er dorthin auf Empfehlung des Architekten und Bühnenbildners Giuseppe Galli da Bibiena, der bereits 1747–1748 das Bayreuther Theater errichtet hatte und den Bellotto in Dresden 1748–1754 kennenlernte. Versuche, dort Arbeit zu finden, blieben jedoch anscheinend erfolglos, da der Künstler schon im Jänner 1759 nach Wien kam. Hier arbeitete Bellotto zunächst für zwei Hochadelige, Fürst Wenzel Anton von Kaunitz-Rietberg und Fürst Joseph Wenzel von Liechtenstein. In die Veduten ihrer Gartenpalais integrierte er erstmals detaillierte und anspruchsvolle Porträts der Auftraggeber.
Vermutlich für den Kaiserhof wurden sechs, als Pendants konzipierte, Wiener städtische Interieurs geschaffen, dazu zwei Ansichten von Schloss und Park Schönbrunn, ein Panorama der Stadt vom Belvedere und vier Ansichten von Schloss Hof (insgesamt 13 Bilder). Vermutlich dienten sie als Ausstattungsstücke eines Raumes in einem kaiserlichen Schloss, doch 1781 waren sie in der Burg der damaligen ungarischen Hauptstadt in Pressburg aufgehängt. Da Bellotto insgesamt nur etwas mehr als zwei Jahre in Wien blieb, benötigte er für jedes dort entstehende Bild durchschnittlich sechs bis sieben Wochen.
In Wien erhielt Bellotto auch Nachricht von der Zerstörung seines Hauses und der Vernichtung eines Teils seiner Kunstwerke durch preußisches Bombardement vom 14. bis 20. Juli 1760. Seine Frau und Töchter blieben unversehrt, aber der Schaden durch Vernichtung eines Teils seiner Kunstwerke und Druckplatten belief sich auf 50.000 Taler.
Ausgestattet mit einem Empfehlungsschreiben Maria Theresias, zog Bellotto im Jänner 1761 weiter nach München, wo er auf den sächsischen Thronfolger Friedrich Christian von Sachsen traf, der bei seinem Schwager, Kurfürst Maximilian III. Joseph von Bayern, Zuflucht gesucht hatte. Vermutlich als Geschenk für ihre Gastgeber ließ das Thronfolgerpaar zwei Ansichten von der Sommerresidenz Schloss Nymphenburg und einem Panorama von München malen, die sich in den Kurfürstenzimmern der Münchner Residenz befinden.
Ende 1761 kehrte Bellotto in das kriegszerstörte Dresden zurück.

## Zweite Dresdner Periode

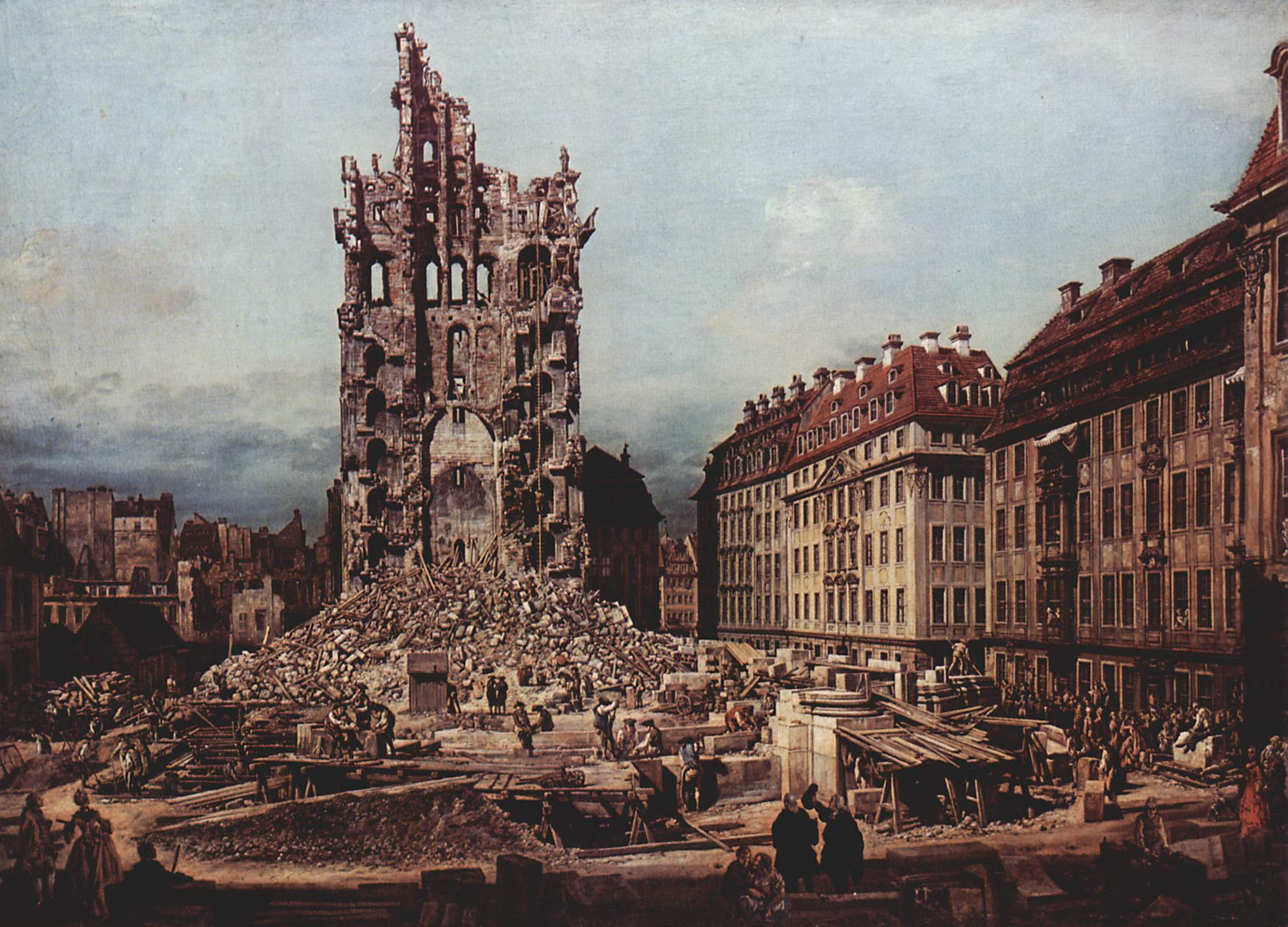
Canaletto: Die Ruine der Kreuzkirche, von Osten aus gesehen

Als im Oktober 1763 König August III. und Graf Heinrich von Brühl verstarben, verlor Bellotto seine wichtigsten Fürsprecher. Die Nachfolger hatten keine Vorliebe mehr für die Rokokomalerei. Die ab 1764 entstehende Akademie orientierte sich eher am aufkommenden klassizistischen Ideal. Zwar wurde er als Professor für Perspektive in die Akademie aufgenommen, doch sein Gehalt wurde auf 600 Taler gekürzt. Da er keine Aufträge für Veduten mehr erhielt, verlegte sich Bellotto nach mehreren Allegorien im Jahr 1762 auf Capricci. Diese Gattung war ihm bekannt, denn er hatte bereits in Italien ein knappes Dutzend Capricci gemalt. Neu ist aber, dass die Architekturphantasie in „überbordender“ Weise die ganze Bildfläche füllt. Bevölkert werden diese prunkvollen Freitreppen und Arkadenhallen von einfachem Volke und den niedrigeren sozialen Schichten. Neben einer Vedute Dresdens, die er – vermutlich im genauen Wissen um die Ablehnung, die sein Malstil und das Sujet bei der Beschenkten auslösen – der Akademie schenkte, entstanden nun auch Darstellungen der Pirnaer Vorstadt und der Kreuzkirche, die 1760 während des Siebenjährigen Krieges zu großen Teilen zerstört worden war.

## Warschauer Hof

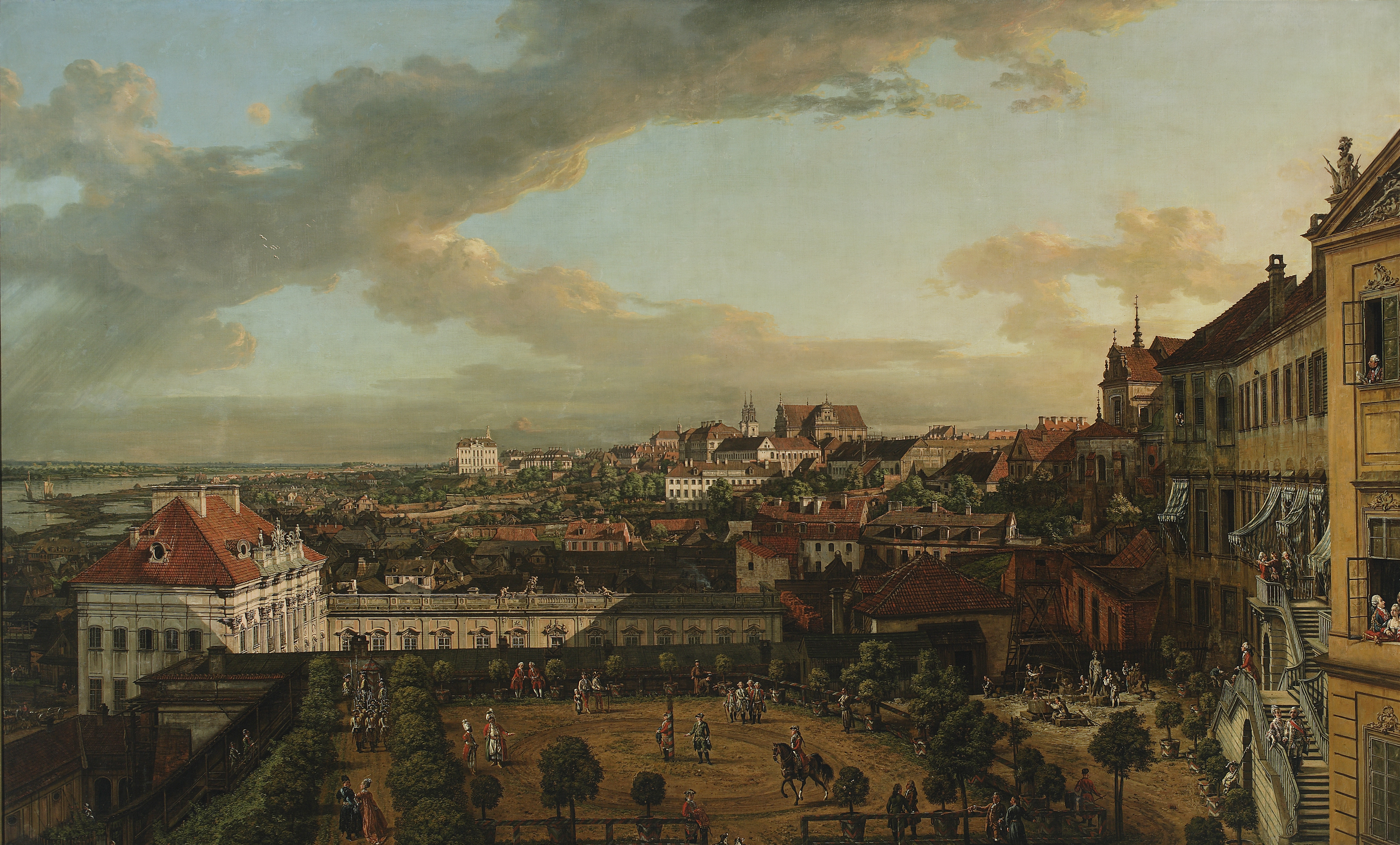
Bernardo Bellotto, Warschau, von der Terrasse des Königsschlosses aus betrachtet (Ausschnitt) (1773), Warschau, Muzeum Narodowe

Bellotto fand offensichtlich in Dresden kein Auskommen mehr. Er suchte einen neuen Arbeitsplatz und fand ihn vermeintlich in Sankt Petersburg, am Hofe von Zarin Katharina II. Allerdings kam er nicht bis dorthin. Auf halbem Wege verblieb er am Hofe des neuen polnischen Königs, Stanisław II. August. Dessen Geschmack war noch barock geprägt und er verehrte die venezianische Malerei, er war hochgebildet und sprach mehrere Sprachen, darunter italienisch. An seinem Hofe hatte er eine ganze Kolonie italienischer Künstler versammelt, was dem sprachlich völlig unbegabten Bellotto entgegenkam. Canaletto wurde am Warschauer Hof nicht zum Hofmaler ernannt, sondern er arbeitete mit anderen Künstlern im sogenannten „Kunstdepartement“ zusammen.
Die Hauptbauaufgaben am Hofe waren die Modernisierung des königlichen Schlosses in Warschau, dazu das Krongut 1764 bis 1786, sowie der Umbau des dem König privat gehörenden Schlosses Ujazdów bei Warschau von 1766 bis 1771. Das Schloss Ujazdów war als Ersatzresidenz für die Dauer der Bauarbeiten am Warschauer Schloss gedacht und musste mit sämtlichen repräsentativen Räumlichkeiten ausgestattet werden. Hier konnte Bellotto mitarbeiten. Er stattete (nach den vorliegenden Quellen) einen ganzen Raum aus, der sogar nach ihm benannt wurde; unklar ist, ob er tatsächlich Fresken malte. Ebenfalls für Ujazdów schuf Bellotto 16 Rom-Ansichten nach Radierungen von Piranesi sowie die ersten Warschau-Veduten. Beim Rom-Zyklus, der 1768/69 datiert ist, half ihm der Sohn Lorenzo Bellotto, der aber schon 1770 verstarb. Teilweise sind wohl Rom- und Warschau-Veduten im Zusammenhang zu sehen: im direkten Vergleich sollten die beiden als einander ebenbürtig dargestellt werden – auch Venedig wurde oft als altera Roma, als zweites Rom beschrieben.
König Stanisław August war nicht in der Lage, die Umbauten in Ujazdów zu Ende zu führen, und beschloss daher, sich auf das Warschauer Königsschloss zu konzentrieren. Dorthin wurden die Veduten 1777 transferiert und im Senatorenvorzimmer aufgehängt, deren Holzvertäfelung diesen – bereits vorhandenen – Gemälden angepasst wurde. Zu den bereits vorhandenen malte Bellotto weitere Warschau-Veduten, teils in kleinerem Format, sodass schließlich 22 Bellotto-Gemälde den Saal zierten. Darunter befindet sich ein Historienbild (eine für Bellotto ungewohnte Gattung), das die Wahl Stanisław August Poniatowskis zum polnischen König darstellt, die übrigen sind Warschauer Ansichten.
Auf diesen Warschauer Veduten widmet Bellotto der Staffage viel mehr Aufmerksamkeit als noch in Dresden. Man schätzt, dass circa 3000 Personen auf den Warschauer Bildern dargestellt sind, davon etwa die Hälfte in Stand und Beruf eindeutig identifizierbar. Die beiden Versionen der Wahl Stanisław Augusts und der Einzug des Gesandten Jerzy Ossoliński in Rom im Jahre 1733 sind mit Personen gefüllt, die trotzdem zum Teil identifizierbar sind.
Bernardo Bellotto, gen. Canaletto, starb in Warschau am 17. Oktober 1780 infolge eines Schlaganfalls.

## Technik
Bei der Anfertigung einer Vedute ging Bellotto stets ähnlich vor. Zunächst wurden mehrere kleine und mittlere Zeichnungen mit Hilfe einer camera obscura angefertigt, die dann in einer großen, endgültigen Zeichnung verarbeitet wurden. Diese mit einem Lineal sehr genau angefertigte Zeichnung wurde nun quadriert, d. h. mit einem Liniengitter versehen, und mit Hilfe dieser Quadrate dann vergrößert auf die Leinwand übertragen. Ergänzend fertigte Bellotto auch Skizzen architektonischer Details und freie Skizzen der Staffagefiguren im Maßstab des Gemäldes an. Diese Zeichnungen wurden gewöhnlich sorgfältig aufbewahrt, denn sollte ein Bild nochmals ausgeführt werden (was oft geschah), benötigte er nicht das Original, sondern konnte bis an sein Lebensende anhand der Zeichnungen Wiederholungen anfertigen.
Die vorgeleimte (d. h. mit Leim bestrichene) Leinwand wurde zunächst einmal rot mit bolo veneziano, dann noch zweimal grundiert. Auf die fertige Grundierung zeichnete er nun ein Gitternetz entsprechend der Quadrierung auf der Zeichnung, in das er die entsprechenden Quadrate der Zeichnung mit dunkelbraunem Pinselstrich übertrug. Manche Kompositionslinien und architektonische Details zog er mit dem Lineal nach, sie sind oft noch mit bloßem Auge erkennbar.
Die Schattenpartien wurden mit lasierender Farbe aufgetragen, die die Grundierung durchscheinen lässt. Die gröberen Partien wurden mit Ölfarbe ausgeführt. Für feine Linien verwendete er Tempera. Manche Linien werden durch Einritzung in die frische Farbe betont. Zuletzt wurden die Staffagefiguren aufgetragen.

## Besondere Nachwirkungen nach dem Zweiten Weltkrieg
Nach dem Zweiten Weltkrieg wurden mit Hilfe von Bellottos Warschauer Stadtansichten große Teile der Warschauer Altstadt rekonstruiert.
Im Laufe seines Lebens hatte Bellotto vermutlich einige Tausend Zeichnungen geschaffen. Erhalten haben sich jedoch nur etwa 140 Arbeiten. Etwa die Hälfte dieser Zeichnungen befindet sich heute in der Graphischen Sammlung des Hessischen Landesmuseums Darmstadt. Die Darmstädter Sammlung ist damit neben dem Nationalmuseum in Warschau die größte Bellotto-Sammlung weltweit.

## Werke

### Hauptwerke und Sammlungsgeschichte
- Der königliche Dresdner Zyklus befindet sich in der Gemäldegalerie Alte Meister in Dresden. Die Zweitfassungen für den Grafen Brühl wurden 1765 durch Katharina II. für die Eremitage angekauft und bildeten einen ersten Grundstock für deren weltberühmte Gemäldesammlung. Drittfassungen sind über die Museen der Welt verstreut. Berühmt wurde besonders das Gemälde Dresden vom rechten Elbufer unterhalb der Augustusbrücke mit dem so genannten „Canaletto-Blick“. Es zeigt das Zentrum von Dresden mit der Hofkirche, der Frauenkirche und der Brühlschen Terrasse vom Neustädter Elbufer unterhalb der Augustusbrücke aus.
- Der Warschauer Zyklus wurde nach den Teilungen Polens nach St. Petersburg gebracht und kehrte erst 1922 aus der damaligen Sowjetunion ins neu erstandene Polen zurück. Den Zweiten Weltkrieg überstanden sie, weil sie durch die deutsche Besatzung auf den Wawel nach Krakau gebracht worden waren. Sie sind wieder in den rekonstruierten Räumen des Warschauer Schlosses zu sehen.
- Der Wiener Zyklus wird im Kunsthistorischen Museum, Wien, aufbewahrt, die frühen Bilder haben in verschiedenen Museen ihren Platz gefunden.

### Weitere Werke (Auswahl)
- Venedig, Canal Grande visto da Palazzo Balbi (im September 2005 in Mailand beschlagnahmt)
- Venedig, Canal Grande mit Santa Croce und Corpus Domini, 1738/1739 (London, The National Gallery) – AK Wien 2005 Nr. 1
- Venedig, Rio dei Mendicanti mit Scuola di San Marco, 1738/1739 (Venedig, Gallerie dell'Accademia) – AK Wien 2005 Nr. 2
- Der Canal Grande vom Palazzo Foscari zur Carità gesehen, 1739/1740 (Stockholm, Nationalmuseum)
- Das Arsenaltor und der Campo di Arsenale; Die Piazzetta in Richtung Markusplatz, 1740/1743 (National Gallery of Canada, Ottawa)
- Florenz, Piazza della Signoria; Florenz, Blick auf den Arno vom Ponte Vecchio Richtung Santa Trinità, 1742 (Budapest, Szépmüvészeti Museum) – AK Wien 2005 Nr. 3,4
- Neustädter Markt, Gemäldegalerie Dresden
- Dresden Altmarkt, Pinacoteca Gianni e Marella Agnelli, Turin
- Der Marktplatz zu Pirna. 1753 oder 1754, Öl auf Leinwand 134 × 238 cm, Gemäldegalerie Dresden
- Die Festung Königstein von Nordwesten. Zwischen 1756 und 1758, Öl auf Leinwand 132 × 234 cm, Sammlung des Earl of Derby in Knowsley in Lancashire
- Wien, vom Belvedere gesehen. Zwischen 1758 und 1761, Kunsthistorisches Museum
- Der Einzug Jerzy Ossolinskis in Rom im Jahre 1633, Wrocław, Muzeum Narodowe
- Idealvedute mit Palasttreppe, 1762, Öl auf Leinwand, Hamburg, (Hamburger Kunsthalle)
- Piazza Navona, 1767–1770, Nischni Nowgoroder Kunstmuseum
- Ansicht der Stadt München von der Ostseite, 1761, Pinakothek München[7]

Den höchsten Verkaufserlös eines Werkes von Bellotto erreichte im Juli 2025 das Gemälde "Die Rückkehr der Bucintoro am Himmelfahrtstag" (1731–32). Es wurde bei Christie’s in London für 31,9 Millionen GBP versteigert.

## Ehrungen
- An einer Mauer von Schloss Sonnenstein in Pirna wurde im September 2022 anlässlich des 300jährigen Geburtstags ein Relief des Malers enthüllt. Es handelt sich dabei um das weltweit erste Denkmal für den Maler. Das Relief schuf die Bildhauerin Sorina von Keyserling nach einem Selbstporträt aus einem Gemälde von 1779.[9]
- Im Dresdner Stadtteil Johannstadt wurde 1891 die Canalettostraße nach dem Maler benannt.[10]
- Eine weitere Canalettostraße wurde 1906 im Münchener Stadtteil Neuhausen nach dem Maler benannt.[11]
- Das Haus Am Markt 7 in Pirna bildet ein zentrales Motiv des Bildes Der Marktplatz zu Pirna und wird deshalb bis heute als Canalettohaus bezeichnet.[12]
- Die Stadt Pirna legte 1911 an der Elbleite nördlich unterhalb der Heil- und Pflegeanstalt Schloss Sonnenstein einen neuen Promenadenweg an. Der ca. 1 Kilometer lange Weg (Verlauf unter ) wird seit mindestens 1919 amtlich als Canalettoweg bezeichnet.[13] Der Weg ist im Gelände mit einem roten "C" auf gelbem Grund gekennzeichnet. Der Weg ist Teil des Malerweges.

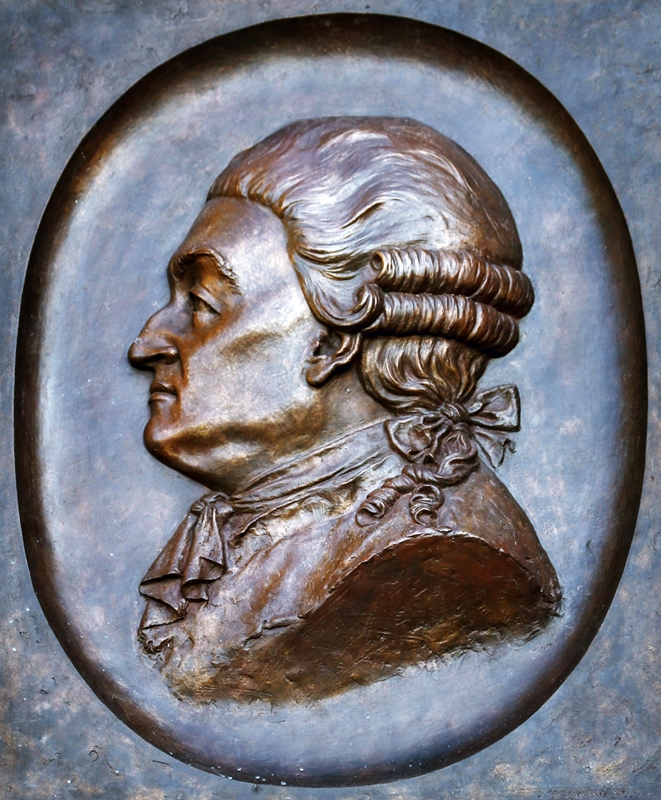
Relief des Malers am Schloss Sonnenstein in Pirna
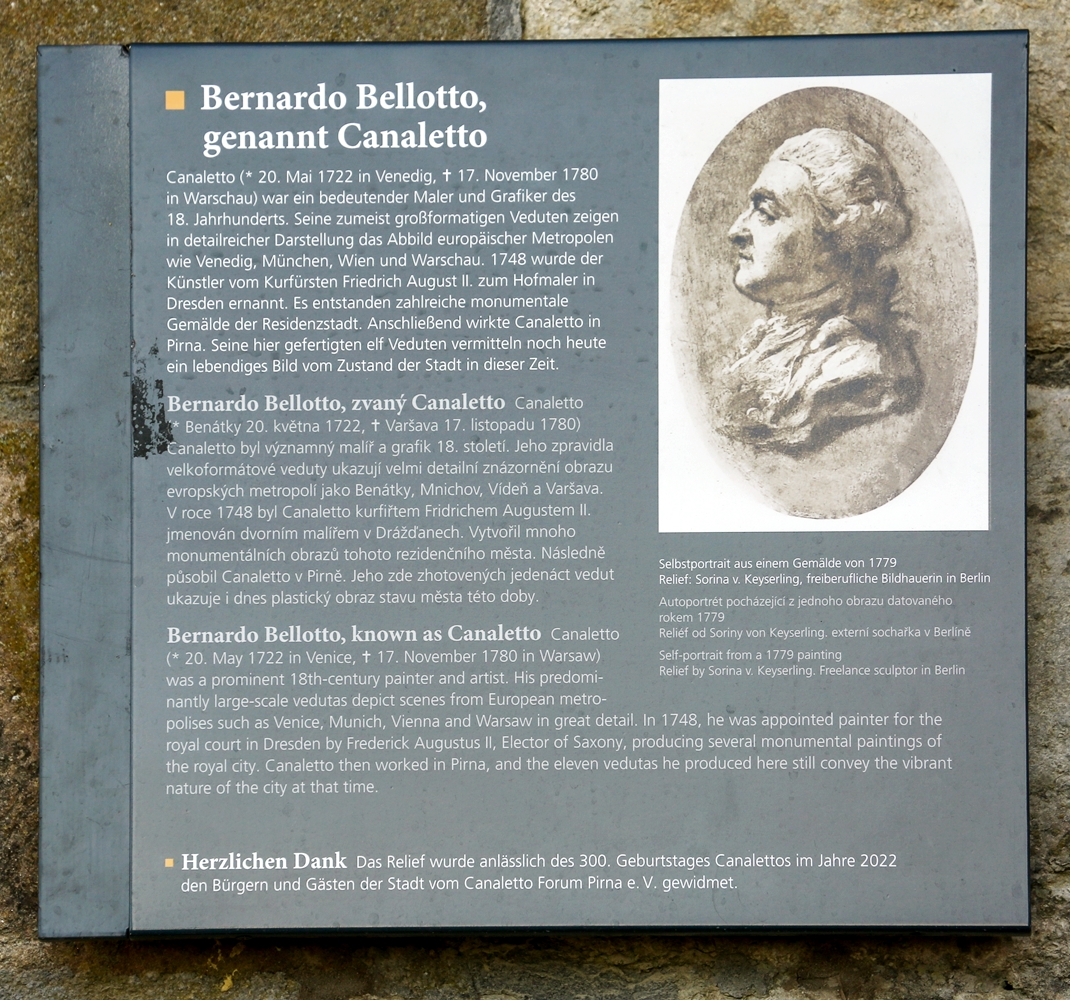
Informationstafel zum Relief am Schloss Sonnenstein in Pirna
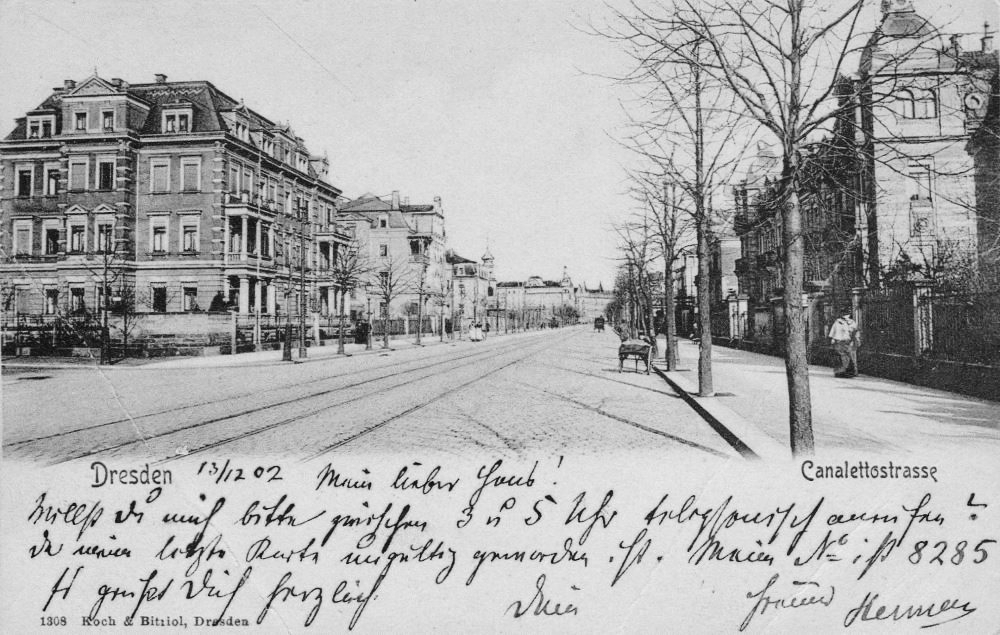
Historische Ansicht der Canalettostraße in Dresden
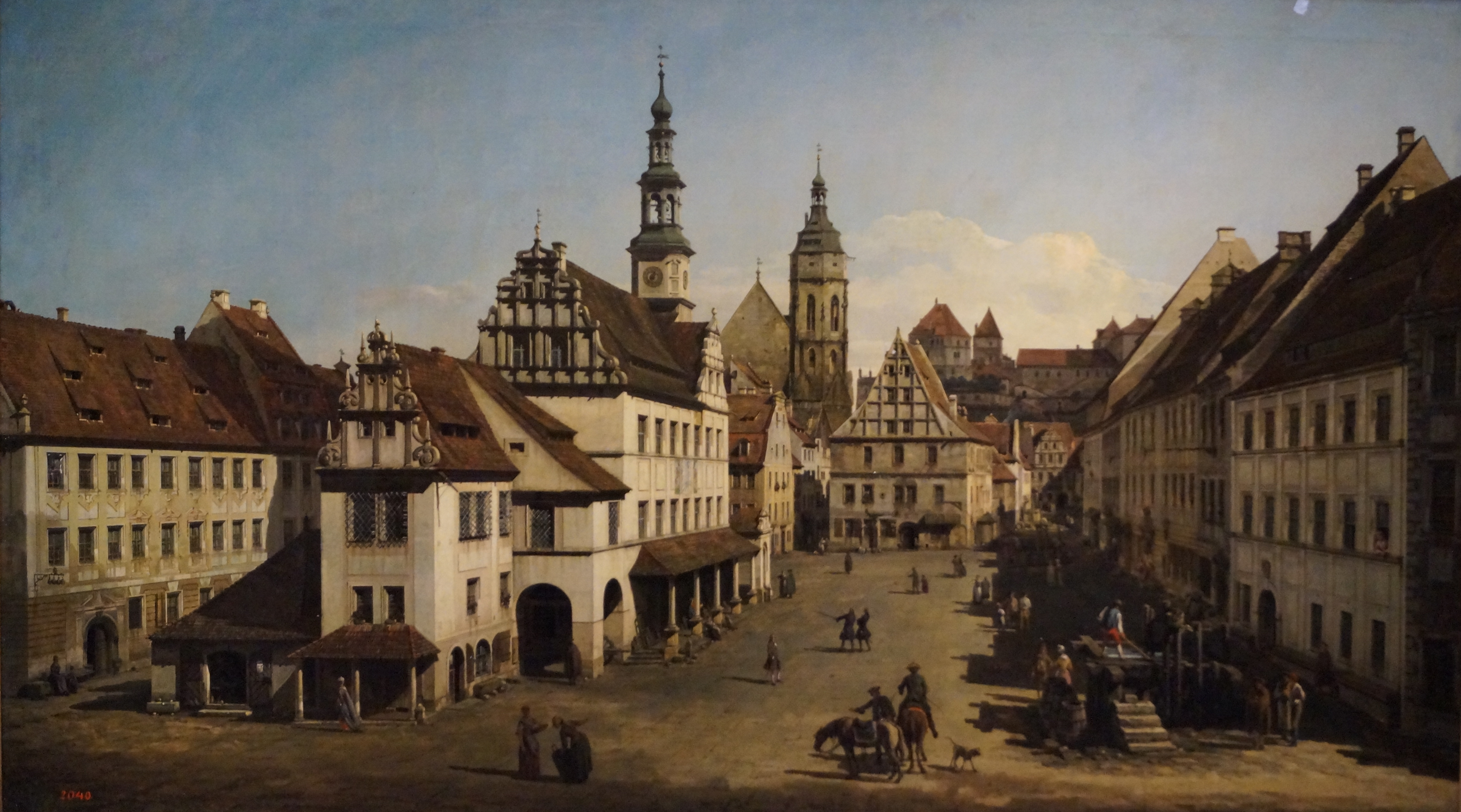
Das Bild Der Marktplatz zu Pirna mit Rathaus, Marienkirche und Canalettohaus
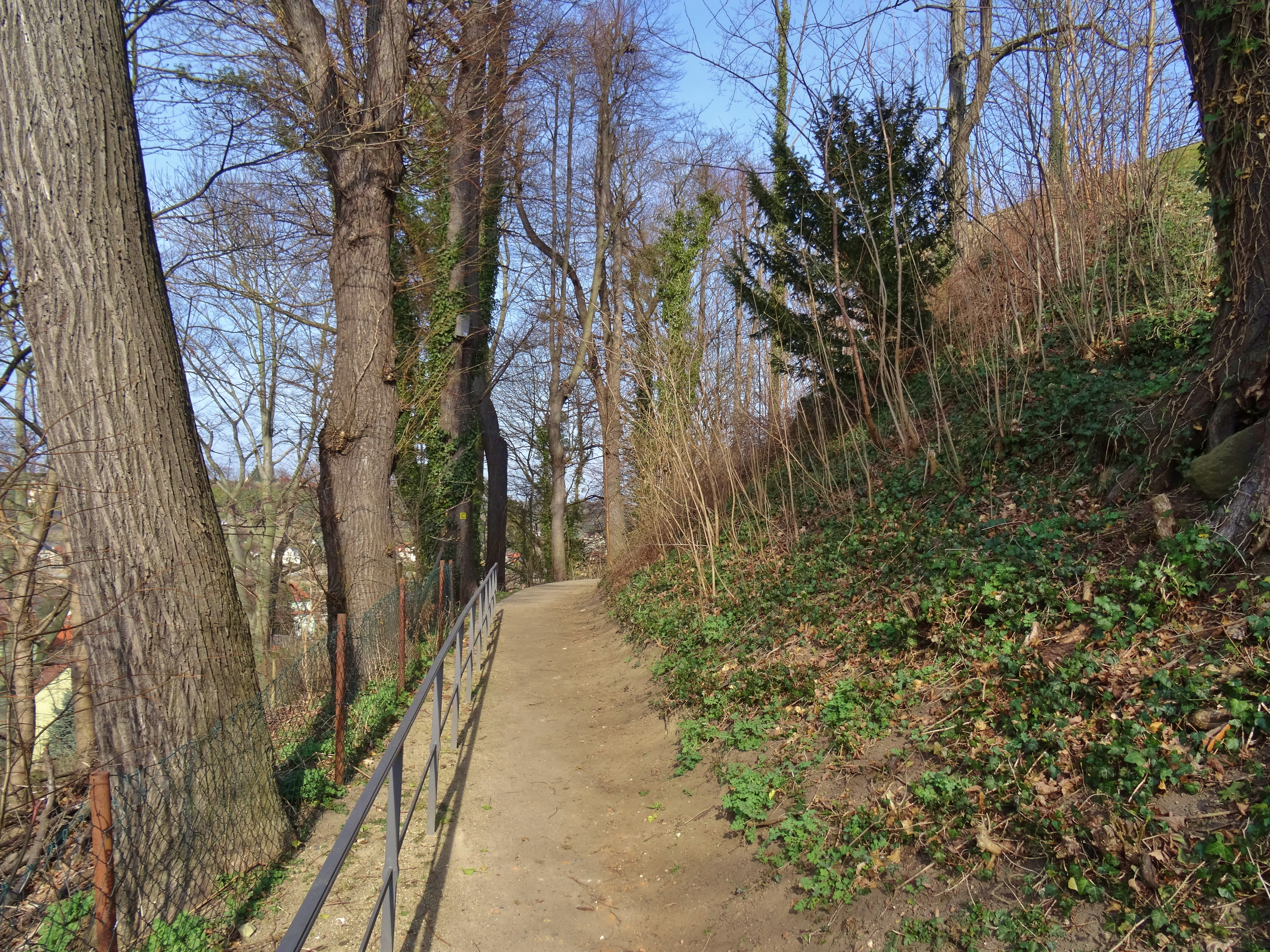
Der Canalettoweg unterhalb von Schloss Sonnenstein
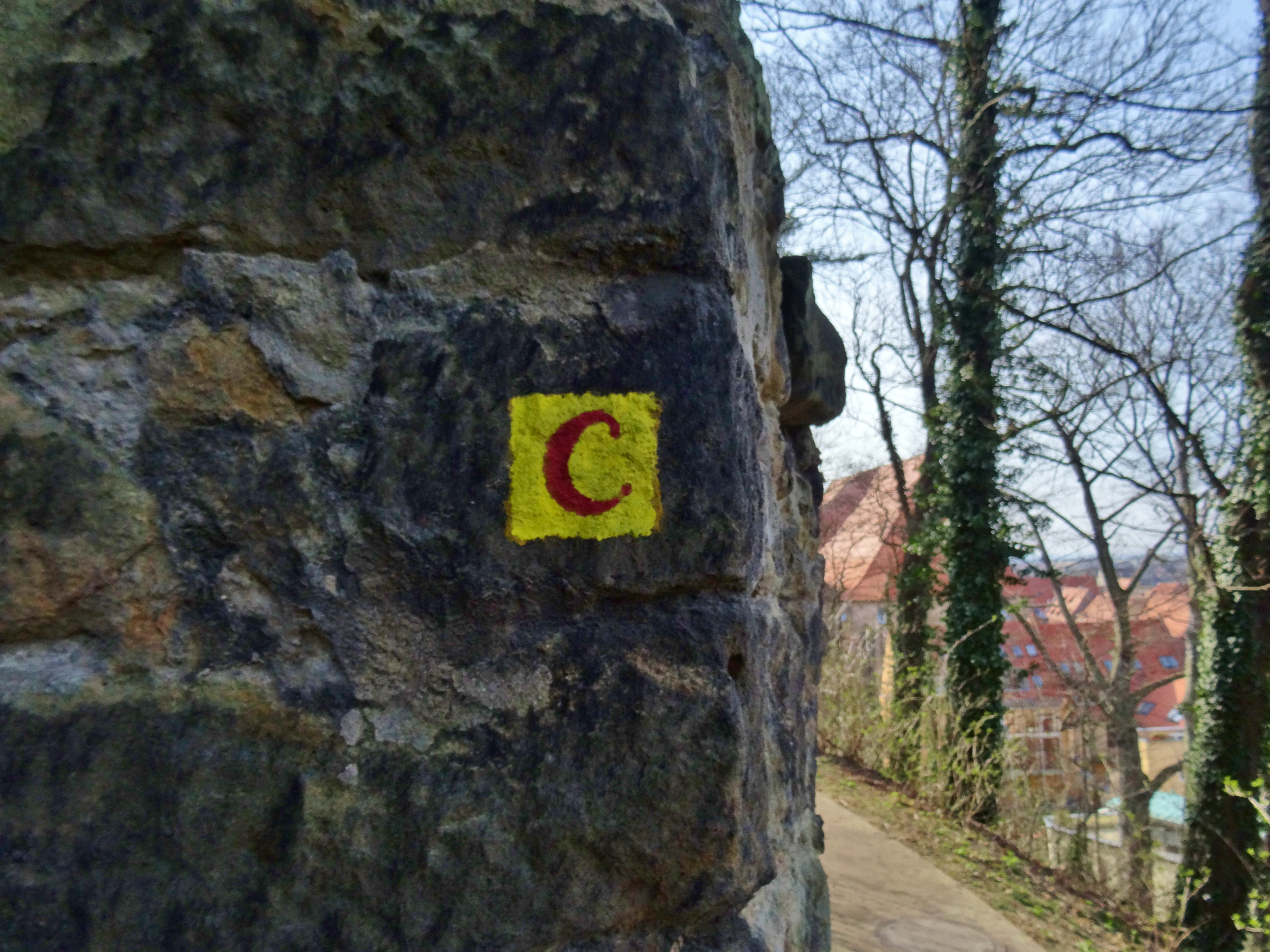
Kennzeichnung des Canalettoweges